# 三世一身法
三世一身法 (日语：／／)又名三世一身之法、養老七年格。是日本于奈良時代初期的723年 (养老7年）長屋王主导颁布的律令修正案，允许私人开垦者可以拥有最多三代的土地所有权，以鼓励土地开垦与耕种。

## 背景
从7世纪后期开始日本实施土地公有，并每6年进行一次耕地分配的班田制。因为农民预期分得的耕地在6年后会被收回，因此期限临近时，耕地会被抛荒 。此外，土地开垦者的权利没有明确界定，国司有时会任意没收土地，使人民开垦土地的意愿下降，在此背景下，颁布了三世一身法。

## 内容
在建造新的灌溉设施（沟渠或池塘）并开垦土地的情况下，允许开垦者获得土地的所有权，并维持三个世代（一种说法是自己、孩子和孙子；另一种说法是孩子、孙子和曾孙）。但是如果是利用现有灌溉渠道开垦土地，只能获得土地的所有权一个世代。开垦土地的面积没有限制。

## 影响
由于三世一身法只是延缓了土地收归公有的时间，因此对促进土地开垦没有起到显著作用 。此外，由于开垦农田需要大量资金，因此开垦者多为富裕的贵族和寺社，导致大地主开始出现 。在三世一身法效果不张的情况下，聖武天皇于743年颁布了《垦田永年私财法》 ，作为进一步推进土地开垦的措施。